# Oleksandr Sokil
Oleksandr Sokil (ukrainisch Олександр Сокіл; russisch Александр Сокол, Alexander Sokol; * 1962 in der Ukrainischen SSR) ist ein ehemaliger ukrainischer Handballspieler.

## Karriere

### Verein
Oleksandr Sokil spielte bis zur zehnten Klasse Basketball bei Spartak Saporischschja. Dann kam Semen Polonskyj und nahm die gesamte Mannschaft inklusive Trainer mit zum Handballverein SII Saporischschja. Unter dessen Leitung gewann Saporischschja den IHF-Pokal 1982/83 und erreichte im IHF-Pokal 1984/85 erneut das Finale.
1986 wurde er zur Armee nach Odessa geschickt. Dort trainierte er bei SKA Odessa, wurde aber nach kurzer Zeit vom Moskauer Trainer Waleri Melnik zum ZSKA Moskau beordert. In seiner ersten Saison gewann der 1,98 m große Rückraumspieler den Europapokal der Pokalsieger 1986/87 und die sowjetische Meisterschaft. Im folgenden Europapokal der Landesmeister 1987/88 bestritt er alle Spiele, bis auf das Finalrückspiel bei TUSEM Essen.
1989 wechselte Sokil nach Schweden zum Zweitligisten IFK Skövde HK, mit dem er 1990 in die erste schwedische Liga aufstieg.

### Nationalmannschaft
Mit der sowjetischen Juniorennationalmannschaft gewann Sokil 1981 die Silbermedaille bei der U-21-Handball-Weltmeisterschaft der Männer unter Trainer Wladimir Maximow. Im Anschluss wurden Sokil und Maximow vom sowjetischen Verband auf Geheiß von Cheftrainer Anatolyj Ewtuschenko gemeinsam mit fünf weiteren Spielern, darunter Andrei Lawrow, wegen des Transports nicht autorisierter Musikgeräte lebenslänglich gesperrt. Diese Strafe wurde auf Intervention Polonskis auf ein Jahr reduziert. Mit der ukrainischen Auswahl gewann er die Völker-Spartakiade 1983. Bei der U-21-Weltmeisterschaft 1983 stand er wieder für die sowjetische Mannschaft auf dem Feld und gewann die Goldmedaille. Lawrow hingegen musste den Militärdienst leisten.
Im Anschluss wurde Sokil von Jewtuschenko erstmals in die sowjetische A-Nationalmannschaft eingeladen. Mit dem Team gewann er den Supercup 1985 in Deutschland. Aufgrund des Boykotts der Olympischen Spiele 1984 in Los Angeles wurde die Sowjetunion in die B-Gruppe heruntergestuft und nahm an der B-Weltmeisterschaft 1985 teil, bei der die Auswahl die Silbermedaille gewann und sich für die Weltmeisterschaft 1986 qualifizierte. Beim Turnier in der Schweiz erreichte man nur den zehnten Platz. Nach der Rückkehr arrangierte Trainer Jewtuschenko ein Treffen der Nationalmannschaft, zu dem Sokil und weitere Spieler zu spät kamen. Dies war für Jewtuschenko der Grund, ihn in der Folge nicht mehr zu berücksichtigen.

## Privates
Oleksandr Sokils Tochter Anastassija Sokil (* 1984) spielte ebenfalls Handball und gewann mit Swesda Swenigorod die EHF Champions League der Frauen 2007/08.